# Universidade Metodista de Angola
A Universidade Metodista de Angola (UMA) é um estabelecimento de ensino superior universitário privado, sediada em Luanda, em Angola. Além de Luanda, possui um campus em Cacuaco.
Assim como todas as instituições de ensino superior do país, é tutelada pela Secretaria de Estado para o Ensino Superior, sendo porém dependente da Igreja Metodista Unida em Angola.

## Histórico
Foi instituída pelo Decreto nº 30/07, de 7 de Maio. A entidade instituidora é a Sociedade Universidade Metodista de Angola S.A..

## Instituições orgânicas
A UMA é composta por quatro faculdades e um centro de pesquisas, o "Centro de Estudo e Investigação Científica". Este último é responsável pela "Revista Científica Electrónica".
- Faculdade de Ciências Jurídicas e Sociais;
- Faculdade de Engenharia e Arquitectura;
- Faculdade Saúde e Bem-Estar;
- Faculdade de Teologia.

## Infraestrutura
Mantém dois campus universitários, ambos na província de Luanda:
- Campus Quinaxixi, em Luanda;
- Campus da Saúde e do Desporto, em Cacuaco.

## Afiliação
A UMA integra uma rede global de mais de 800 universidades e escolas em todos os continentes, afiliadas à "Associação Internacional de Escolas, Colégios (ou Faculdades) e Universidades Metodistas" (IAMSCU, sigla do nome em inglês International Association of Methodist Schools, Colleges and Universities).

## Pastoral Universitária
A Pastoral Universitária é mais um serviço que a Universidade Metodista de Angola presta à sua comunidade académica.
O trabalho da pastoral sustenta-se em três eixos:
- Acolhimento
- Evangelização
- Responsabilidade Social